# Andover (Kansas)
Andover ist eine Kleinstadt im US-Bundesstaat Kansas im Butler County mit 14.892 Einwohnern (Stand: Volkszählung 2020). Andover befindet sich in direkter Nachbarschaft zu Wichita, der größten Stadt des Bundesstaates.

## Geschichte
Andover wurde im Februar 1869 unter dem Namen Minneha gegründet und erhielt am 7. Juni 1880 ihren heutigen Namen. Das wichtigste Ereignis der nächsten hundert Jahre der Stadt war ein Zugüberfall im Juli 1898.
Am 26. April 1991 zerstörte ein F5 Tornado ein Drittel der Stadt. Der als Andover Outbreak bezeichnete Wirbelsturm wird zu den 50 schwersten der Geschichte der USA gezählt.
Am 29. April 2022 wurde Andover erneut von einem  starken Tornado getroffen, der große Schäden im Süden der Stadt verursachte. Die genaue Intensität ist derzeit noch nicht bekannt.

## Bevölkerung
Die Stadt nimmt mit 11.791 (Stand: 2010) den Rang 31 in der Liste der bevölkerungsreichsten Städte in Kansas ein.
Über 95 % der Einwohner sind Weiße, 6,3 % der Einwohner lebten im Jahr 2000 unterhalb der Armutsgrenze, der Anteil der über 65-Jährigen lag dabei mit 11,6 % deutlich höher.

## Söhne und Töchter von Andover
- Kevin Schmidt (* 1988), Schauspieler